# Glinne (szczyt)
Glinne (1034 m n.p.m.) – mocno rozczłonkowana góra w Paśmie Baraniej Góry i Skrzycznego w Beskidzie Śląskim. Wznosi się od strony zachodniej nad odcinkiem doliny Soły zajętym przez wieś Węgierską Górkę, w ramieniu, które w rejonie kulminacji Magurki Wiślańskiej odchodzi od głównego grzbietu Pasma Baraniej Góry przez Magurkę Radziechowską na wschód. Glinne znajduje się w nim pomiędzy szczytami Cebula i Wielki Żor. Jego grzbietem biegnie granica między wsiami Przybędza i Kamesznica w województwie śląskim, w powiecie żywieckim.
Glinne zbudowane jest z potężnych ławic piaskowców istebniańskich. Wystają one na powierzchnię w postaci ambon, murów skalnych i innego kształtu wychodni skalnych w wielu miejscach na stokach i na bocznych grzbietach, które odchodzą od masywu Glinnego na północ, wschód i południe. „...szczyt Glinnego 1021 m, goły, kamienisty, z którego otwiera się rozległy widok na Babią i Pilsko” – pisał w latach międzywojennych Kazimierz Sosnowski w „Przewodniku po Beskidach Zachodnich”. Z czasem cała góra zarosła lasem: oprócz świerków można tu spotkać dorodne jodły i buki, a w niższych położeniach zagajniki modrzewiowe, a nawet sosnowe. Aktualnie (2012 r.) znaczna część litych świerczyn, nawiedzonych inwazją kornika i wiatrołomami, została wycięta w ramach przebudowy drzewostanów Beskidu Śląskiego.
Na Glinnem odnotowano występowanie rzadkiego w Polsce borowca wielkiego.

## Szlak turystyczny
Przez szczyt Glinnego biegną czerwone znaki Głównego Szlaku Beskidzkiego, odcinek z Węgierskiej Górki na Baranią Górę.
 Węgierska Górka – Glinne – Hala Radziechowska – Magurka Radziechowska – Magurka Wiślańska – Przełęcz nad Roztocznym – Barania Góra. Odległość 11 km, suma podejść 810 m, czas przejścia 3:45 godz., z powrotem 2:50 godz.

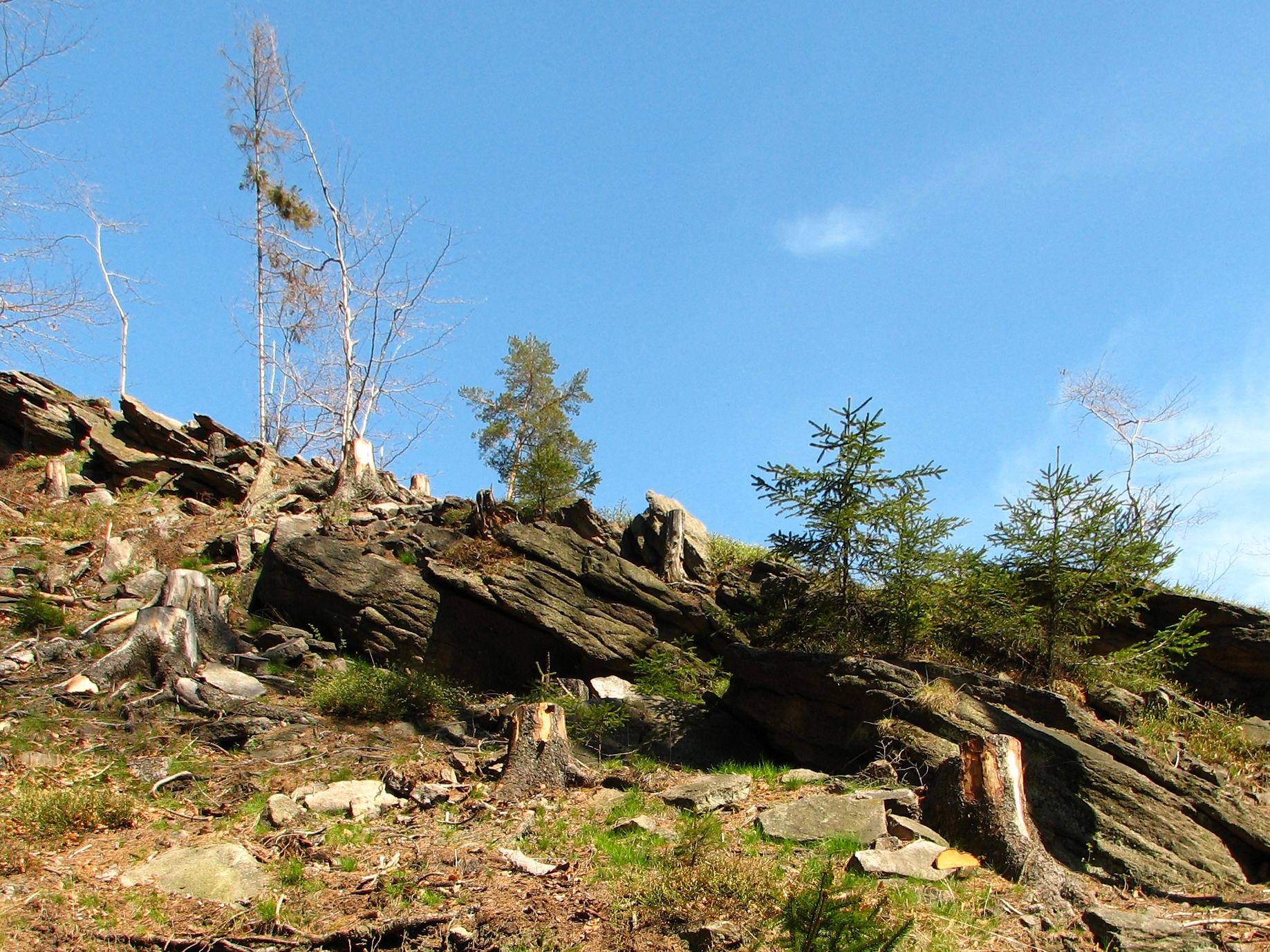
Wychodnie piaskowca na zboczu Glinnego (2007)
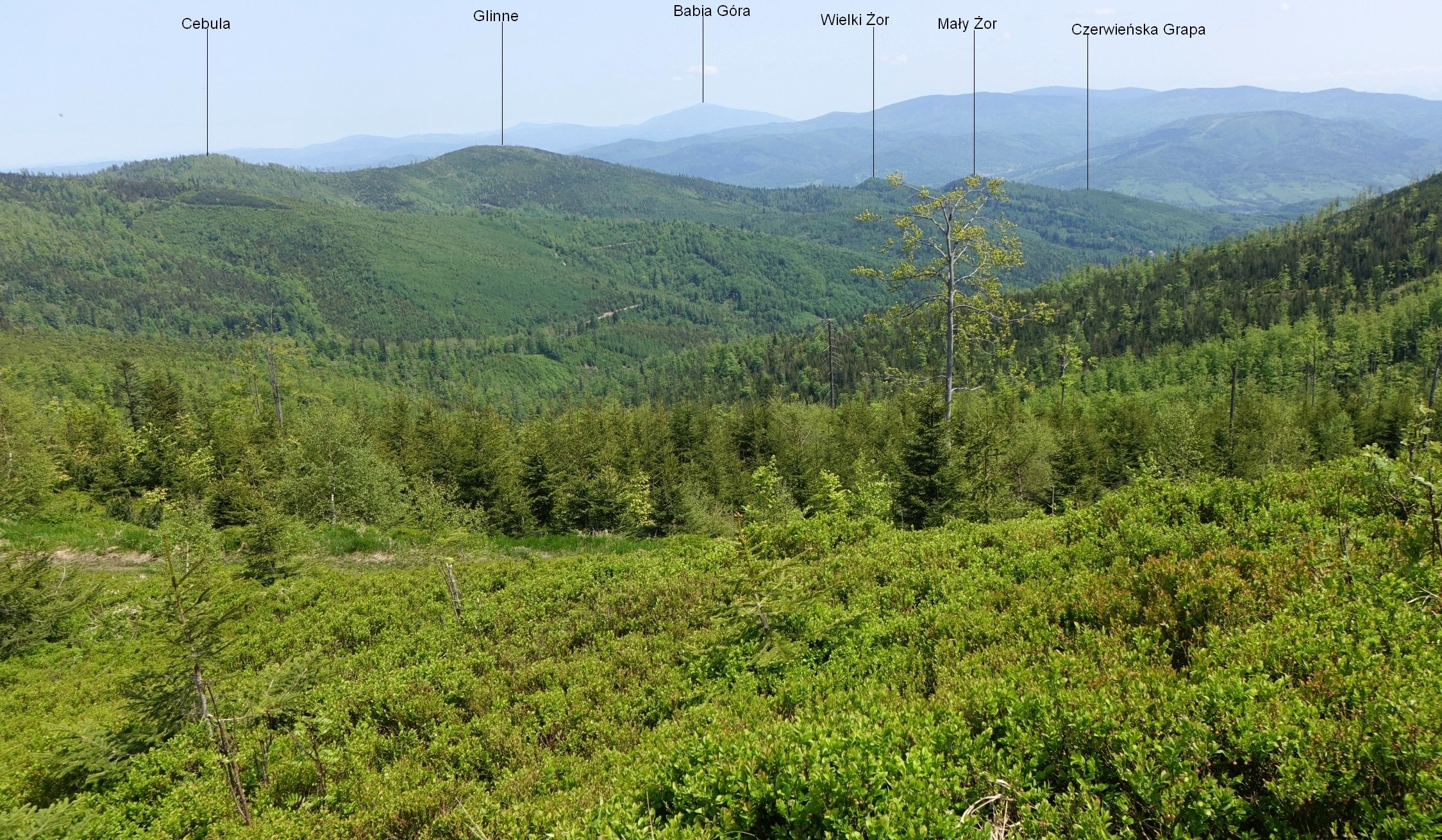
Widok z Przełęczy nad Roztocznym
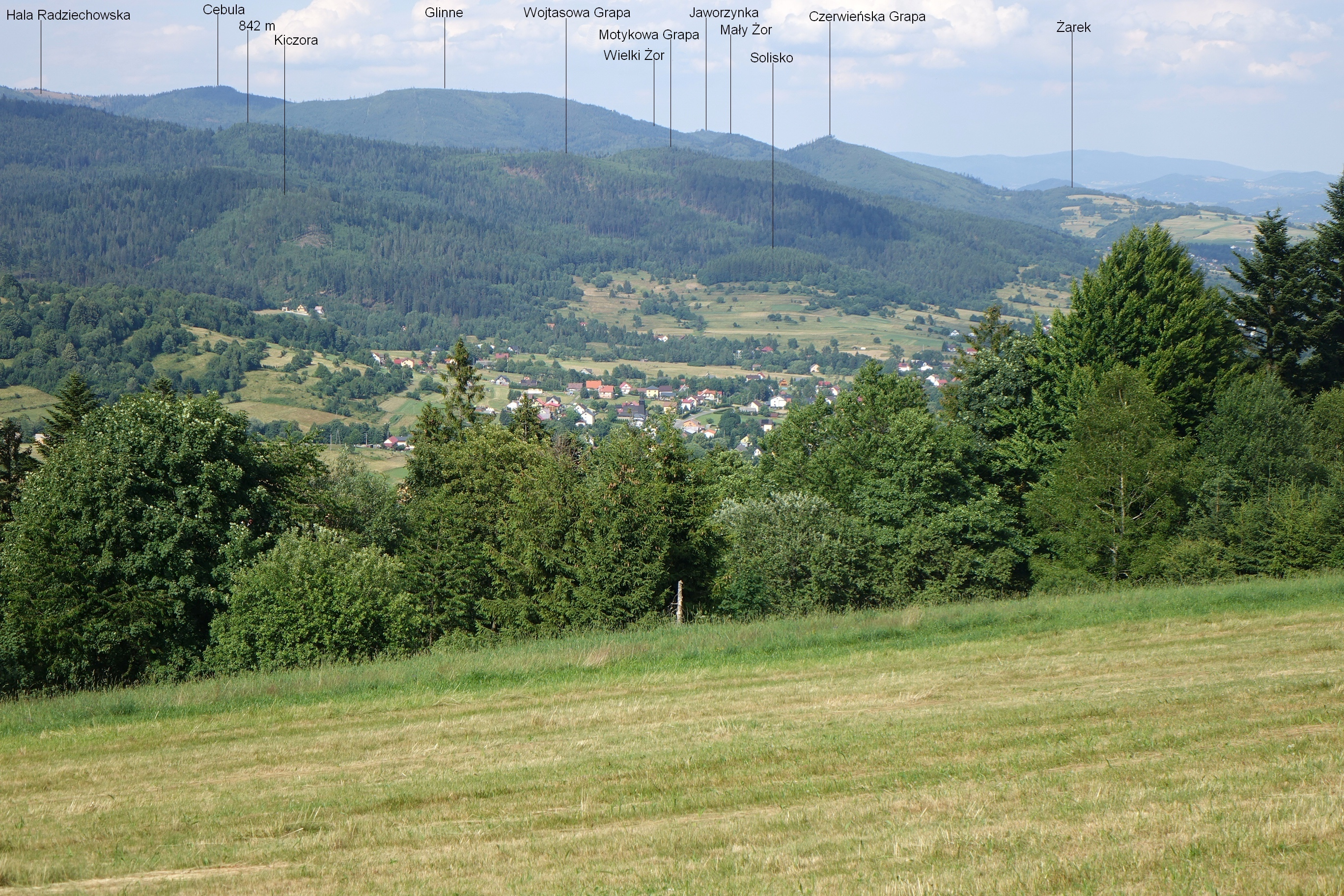
Widok z od południowego zachodu